# Solenopsidini
Solenopsidini — триба мурах підродини Myrmicinae.

## Опис
Дрібні мурашки, як правило менше 4 мм (рідко більше 10 мм). Налічник видається назад у середню частину голови, дволопатевий.

## Класифікація
Триба включає 18 сучасних родів і понад 500 видів. Перелік родів:
- Solenopsidini Forel, 1893
  - Adlerzia Forel, 1902
  - Allomerus Mayr, 1878
  - Anillomyrma Emery, 1913
  - Bondroitia Forel, 1911
  - Carebara Westwood, 1840
  - Carebarella Emery, 1906
  - Diplomorium Mayr, 1901
  - Dolopomyrmex Cover & Deyrup, 2007
  - Formosimyrma Terayama, 2009
  - †Hypopomyrmex Emery, 1891
  - Machomyrma Forel, 1895
  - Megalomyrmex Forel, 1885
  - Monomorium Mayr, 1855
  - Oxyepoecus Santschi, 1926
  - †Oxyidris Wilson, 1985
  - Pheidologeton Mayr, 1862
  - Solenopsis Westwood, 1840
  - Tranopelta Mayr, 1866
  - Tropidomyrmex Silva, Feitosa, Brandão & Diniz, 2009

Іноді ці роди включають у трибу Pheidologetonini.
Відомо два викопних види: Hypopomyrmex bombiccii і Oxyidris antillana.